# احمد ملک ساسانی
سید احمدخان ملک ساسانی با تخلص شعری ساسانی از دیپلمات‌های عصر قاجار، پهلوی اول و پهلوی دوم و از نویسندگان ایرانی بود.
وی که در دربار شاهی لقب محتشم‌السلطان دریافت کرد در سال ۱۲۸۵ خورشیدی از سوی پدرش برای تحصیل به کشور سوئیس فرستاده شد.
ساسانی، پس از پایان تحصیلات در سال ۱۲۹۱ خورشیدی به تهران بازگشت و با عنوان معلم اختصاصی احمد شاه در دربار شاهی فعالیت خود را شروع کرد.
او در بهمن سال ۱۲۹۷ با عنوان عضو وزارت امور خارجه به کنسولگری ایران در شهر استانبول ترکیه مأمور شد و در این وزارتخانه بعد از مدتی در سمت‌های مختلفی نظیر منشی سفارت، نیابت سفارت سوئیس و نیابت سفارت فرانسه ارتقا یافت و پس از آن هم به‌عنوان مستشار سفارت کبری و سرکنسول ایران در کشورهای مختلف انجام وظیفه می‌کرد و در همین اوقات بود که کتاب آگاهی‌نامه را منتشر کرد (این کتاب شامل شرح احوال و آثار و اشعار ادیب‌الممالک فراهانی می‌باشد).
او پس از پایان مأموریت سه ساله خود در ترکیه به تهران آمد و در وزارت خارجه به کار خود ادامه داد و در ۱۳۱۲ بازنشسته شد. اما در ۱۳۲۸ در زمان حاکمیت محمدرضا پهلوی از طرف محمد ساعد نخست‌وزیر وقت به معاونت نخست‌وزیری و ریاست کل انتشارات و مطبوعات کشور منصوب شد.
در سال ۱۲۹۴ مدیریت مجله رسمی معارف را به او دادند و از همین زمان به نویسندگی و تاریخ‌نگاری پرداخت.
او همچنین از جمله نویسندگان نوشتارهای مربوط به تئاتر و نقد تئاتر بود و زمانی نیز مدرس ادبیات نمایشی هنرستان هنرپیشگی تهران شد.
خان ملک در پایان عمر به فرانسه رفت و در سن ۸۶ سالگی در همان‌جا در گذشت و جنازه‌اش در سوهانک شمیران به خاک سپرده شد.
خان ملک پسرعمه حسن مقدم و محسن مقدم بود.

## آثار
- سیاستگران ایران در دوره قاجاریه، در دو مجلد[۲]
- تاریخ رابطه سیاسی ایران و عثمانی، در سه جلد
- مرزهای ایران در دوره نادرشاه
- هفت داستان تاریخی از قرون گذشته ایران
- یادبودهای سفارت استانبول
- دست پنهان سیاست انگلیس در ایران
- شاهد شیراز (مشتمل بر تاریخچه موسیقی و آواز در ایران باستان و چگونگی حمله اسکندر به ایران)

فهرست تألیفاتی که به صورت دست‌نوشته از او باقی مانده‌است:
- دوازده سال با احمد شاه
- تاریخ فراماسونری در ایران
- سرگذشت و احوال معاصرین، در دو جلد
- خاطرات خان‌ملک ساسانی
- و…